# Michelle Ferris
Michelle Ferris (n. 24 septembrie 1976, Warrnambool⁠(d), Victoria, Australia) este o ciclistă australiană, medaliată olimpică. A participat la 2 ediții ale Jocurilor Olimpice (1996, 2000) în care a câștigat o medalie de argint.